# HD 36285
HD 36285，又名BD-07 1099，SAO 132192、HR 1840，是一颗恒星，视星等为6.33，位于銀經210.38，銀緯-21.39，其B1900.0坐标为赤經5h 25m 30.7s，赤緯-7° -21.39′ 45″。